# Пулкава

Чешская хроника Пулкавы

Пулькава, Пршибик из Раденина (чеш. Přibík Pulkava z Radenína; ум. 1380) — чешский хронист, один из официальных летописцев эпохи Карла IV.

## Биография
Магистр свободных искусств, в 1373—1378 — управляющий школой при костеле Св. Йиржи в Праге (по другой версии — должность ректора школы при коллегиатской церкви св. Эгидия в Праге), затем — священник. Создал наиболее обширное произведение дворцовой историографии Карла IV.

## Хроника Пулкавы
Хроника Пулкавы написана в соавторстве с самим Карлом IV, но форму и степень участия короля в этом труде определить сложно: писал ли он часть текста, или был только идейным вдохновителем основного автора, неизвестно. Ясно однако, что король предоставил Пулкаве материал (летописи, грамоты), доступ в архивы и, видимо, участвовал в отборе материала и в установлении композиции хроники. Последняя должна была стать изложением чешской истории, прославляющим династии Пржемысловичей и Люксембургов.
Первоначально хроника была написана на латинском языке, позднее была переведена на чешский и немецкий языки. Несмотря на не маленькое количество хронологических и фактологических ошибок, касавшихся даже периода правления Карла IV, хроника приобрела большую популярность и активно использовалась более поздними хронистами.
Название хроники, как и её авторство весьма условно. В самой старой сохранившейся рукописи, как и в большинстве списков, у этой хроники нет названия и не указан автор. В некоторых младших списках она именуется «Чешской хроникой». В других же списках она названа как «Хроника светлейшего князя Карла, короля чешского и императора римского, всегда приумножителя, которую он сам написал и кропотливо из других писаний сложил». Ссылку на авторство Пулкавы имеет только одна достаточно поздняя сохранившаяся рукопись. Другая рукопись называет Пулкаву лишь переводчиком.
Хронику Пулкава начал писать около 1374 года. Изложение начинается разделением человечества при Вавилонском столпотворении, причём славяне упоминаются как одна из 72 ветвей человечества. Говорится о расселении части славян на территории Чехии и излагается чешская история до 1330.
Пулкава использовал «Чешскую хронику» Козьмы Пражского и его продолжателей, Далимилову хронику, Збраславскую, Франтишека Пражского, Бенеша Крабице, свидетельства королевского архива, грамоты. Некоторые сведения почерпнуты из не дошедших до нас источников. Пулкава составил свою хронику на латинском языке, но вскоре после оригинала возник и чешский перевод, часть которого выполнена самим Пулкавой.
Хроника Пулкавы подчёркивает непрерывность чешской государственности от времён Великой Моравии и князя Вацлава (в текст хроники включена легенда о св. Вацлаве).
Хроника должна была обосновать стремление Карла IV создать сильное централизованное чешское государство, существование которого исторически оправдано и освящено Богом. Прочность и авторитет власти государя опираются у Пулкавы на исторические традиции.

## Труды
- Na přání Karla IV. přeložil Vita Caroli.
- Kronika česká, někdy též Nová kronika česká